# Fransk ophæng
Et fransk ophæng er en måde at hænge, specielt tunge ting, f.eks. et frithængende skab, som ikke står på gulvet, op på en væg, på en sikker måde. Det er desuden en nem måde at få selv store emner til at hænge i vater.
Det består af en liste, som bliver skruet fast på væggen, med en øvre kant der er skåret med en vinkel på 30-45 grader med den skarpe vinkel ud fra væggen, og en tilsvarende liste, der monteres på det, der skal hænges op, med den samme vinkel, hvor den spidse del hænger nedad. Emnet hænges op, ved at man løfter det op, så listen på emnet er lige over listen på væggen, og lader dem glide sammen. Bruges eksempelvis til overskabe i køkkener eller tunge frithængende skabe. Giver et pænt, skjult ophæng.